# 买买提吐尔逊·阿布杜哈力克
买买提吐尔逊·阿布杜哈力克（英語：Memetituersun Abuduhalike，又名买吐送·阿不都哈里克，化名安萨瑞、乃吉木丁，1976年6月1日—，维吾尔族，恐怖组织东突厥斯坦伊斯兰运动成员，为中华人民共和国公安部认定通缉的第二批东突分子之一，被国际刑警组织通缉。

## 犯罪活动
1996年5月，买买提吐尔逊·阿布杜哈力克非法出境。1997年，在南亚某国加入东突厥斯坦伊斯兰运动组织，接受恐怖训练。2003年11月，组织前头目艾山·买合苏木被击毙后，阿布杜哈力克成为组织骨干，负责网站维护、计算机管理等事务。
2007年4月以来，阿布杜哈力克在组织军事指挥官艾买提·亚库甫的指挥下，多次通过金融机构汇寄大笔活动资金，供其派遣到中国境内和中东、西亚某些国家的恐怖活动小组购买制爆制毒原料、购置车辆和租住房屋使用，为实施恐怖袭击行动做准备。
2008年6、7月份，阿布杜哈力克先后多次为组织头目买买提明·买买提、军事指挥官艾买提·亚库甫等人制作了针对北京奥运会的恐怖威胁视频声明，并通过组织网站和全球最大的视频分享网站YouTube对外传播，鼓动组织恐怖分子不择手段地对中国目标开展恐怖袭击，以达到制造恐怖气氛、扩大恐怖效应的目的。
长期以来，阿布杜哈力克向中国境内极端分子宣扬极端和暴力恐怖思想，传授制毒制爆配方和各种恐怖袭击方法，煽动他们在中国境内实施暴力恐怖活动。受其煽惑，中国新疆部分极端分子纠集组成暴力恐怖团伙，在北京奥运会前和奥运会期间，在新疆地区针对政府机关、公安民警和无辜群众制造了多起暴力恐怖事件。